# 圣布拉辛大教堂
47°45′36″N 8°7′48″E / 47.76000°N 8.13000°E

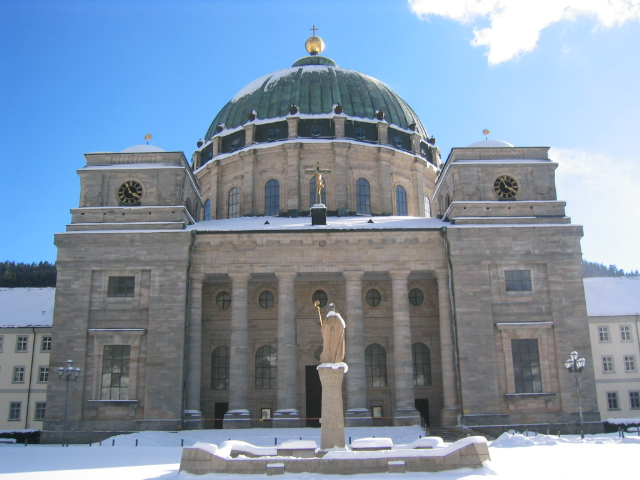
圣布拉辛大教堂北面

圣布拉辛大教堂（德语：Dom St. Blasien）位于德国巴登-符腾堡州圣布拉辛市。始建于1771至1783年，时称“黑森林大教堂”，是当时欧洲第三大的圆顶教堂。1806年世俗化期间僧侣被驱逐。

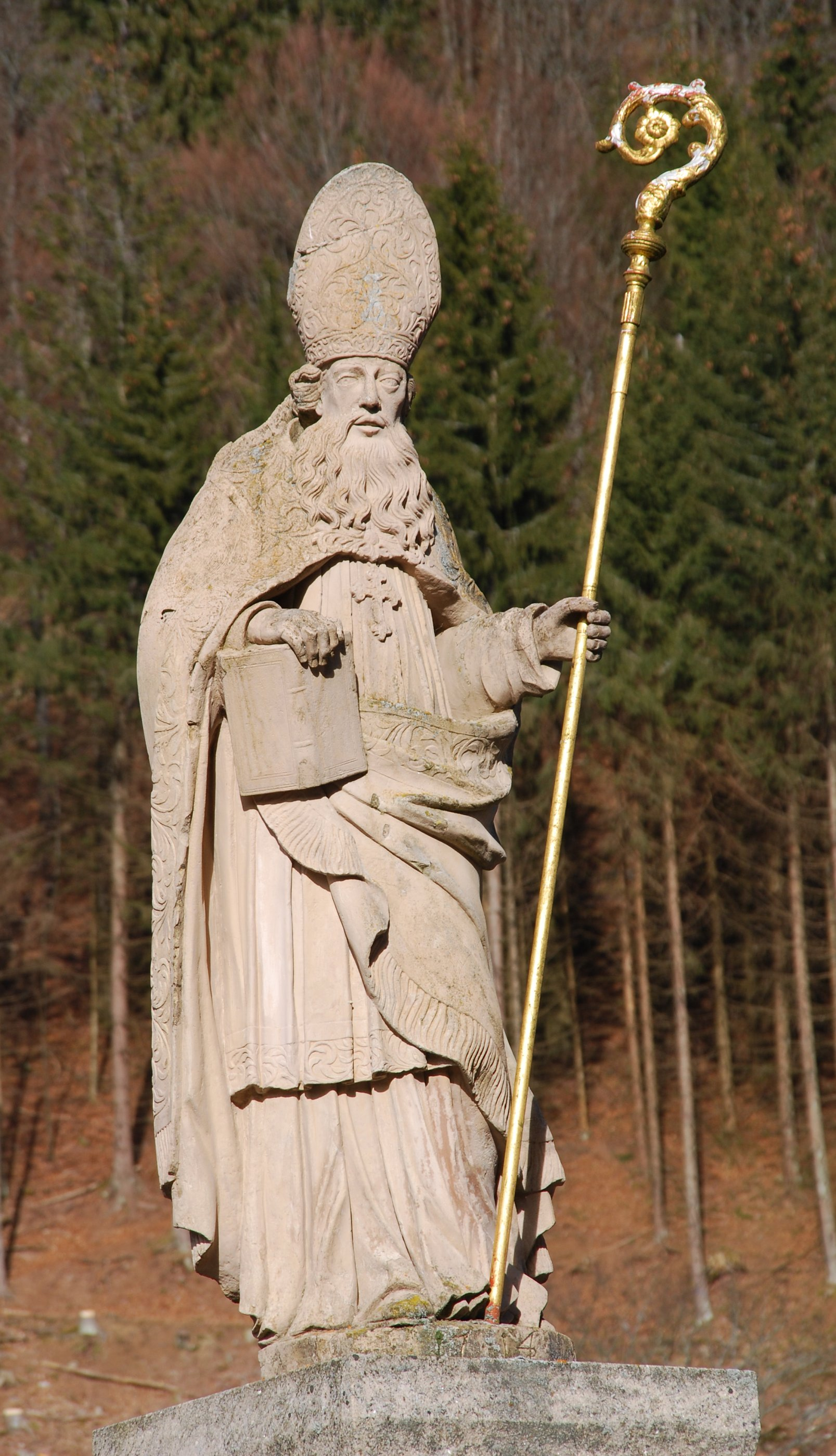
布拉辛
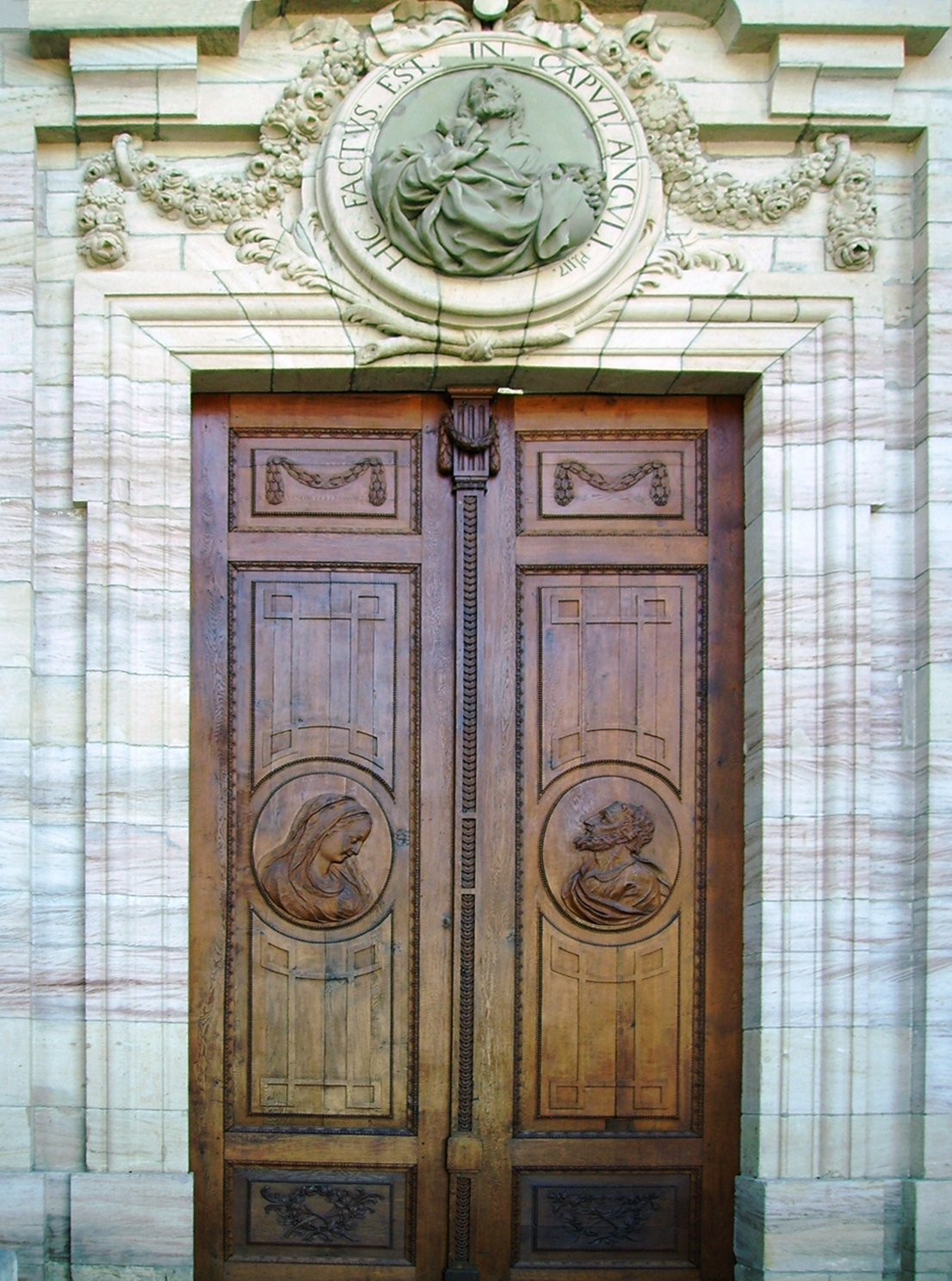
大门
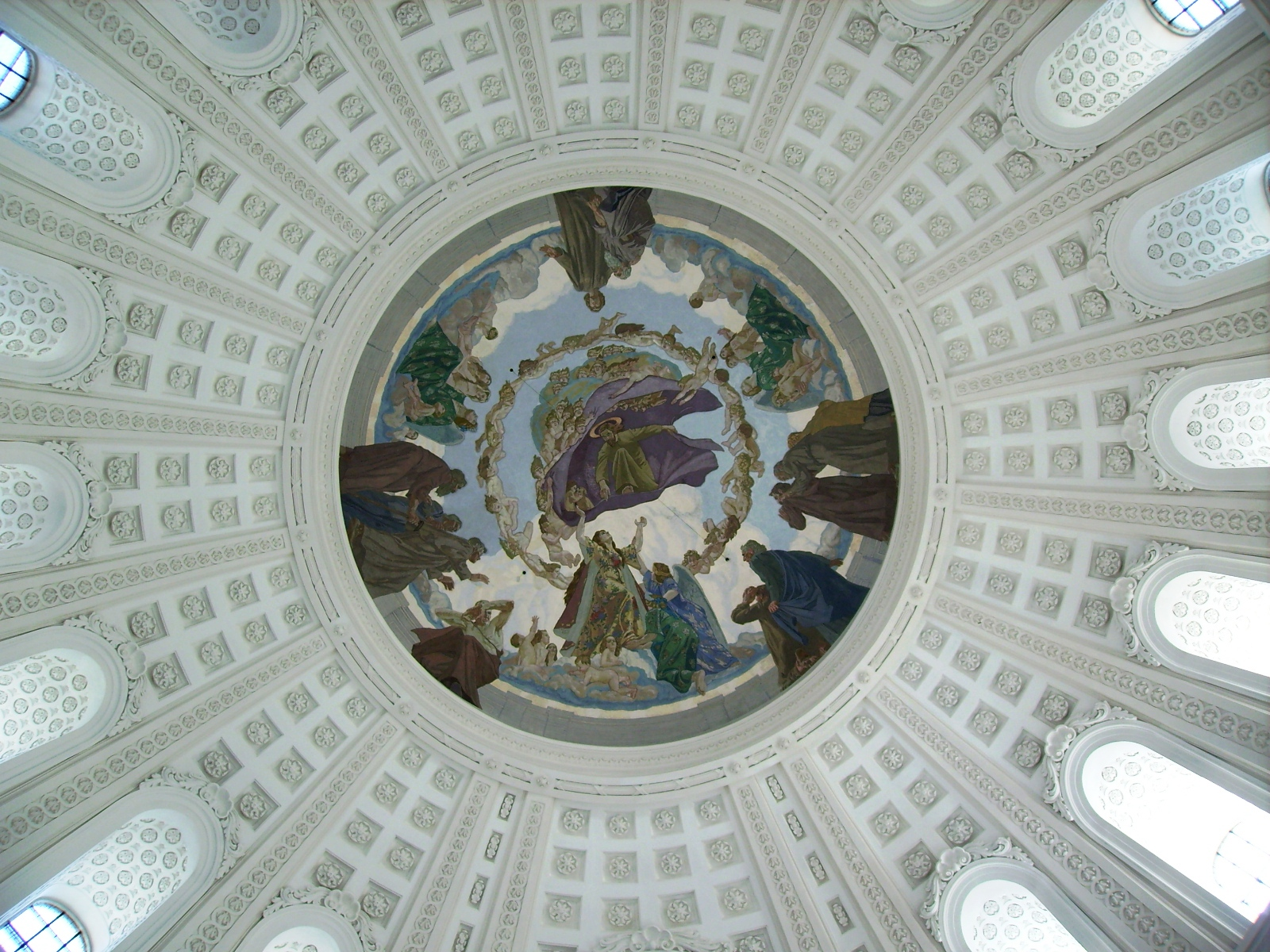
穹顶上的彩绘